# Твердоступ, Андрей Владимирович
Андрей Владимирович Твердоступ (укр. Андрій Володимирович Твердоступ; род. 18 июня 1977, Кировоград) — украинский легкоатлет, специалист по бегу на короткие дистанции. Выступал за сборную Украины по лёгкой атлетике в 1996—2006 годах, двукратный чемпион Универсиады в Тэгу, многократный победитель и призёр первенств национального значения, действующий рекордсмен Украины в эстафете 4 × 400 метров. Участник летних Олимпийских игр в Афинах. Мастер спорта Украины международного класса. Тренер по лёгкой атлетике.

## Биография
Андрей Твердоступ родился 18 июня 1977 года в Кировограде.
Окончил факультет информатики и управления Харьковского политехнического института (2001).
Впервые заявил о себе в лёгкой атлетике на международном уровне в сезоне 1996 года, когда вошёл в состав украинской национальной сборной и выступил в беге на 400 метров на юниорском мировом первенстве в Сиднее.
В 1997 году бежал индивидуальные 400 метров и эстафету 4 × 400 метров на молодёжном европейском первенстве в Турку.
В 1998 году в 400-метровой дисциплине стартовал на чемпионате Европы в Будапеште.
На молодёжном европейском первенстве 1999 года в Гётеборге выступал в беге на 800 метров, но в финал не вышел.
Будучи студентом, в 2001 году представлял Украину на Универсиаде в Пекине — получил бронзу в индивидуальном беге на 400 метров и серебро в эстафете 4 × 400 метров. На чемпионате мира в Эдмонтоне установил ныне действующий национальный рекорд Украины в эстафете 4 × 400 метров — 3:02,35.
В 2002 году был шестым на Кубке Европы по лёгкой атлетике в Анси.
На Универсиаде 2003 года в Тэгу дважды поднимался на верхнюю ступень пьедестала почёта: одержал победу в индивидуальном беге на 400 метров и в эстафете 4 × 400 метров. За это выдающееся достижение по итогам сезона был награждён орденом «За заслуги» III степени.
Благодаря череде удачных выступлений удостоился права защищать честь страны на летних Олимпийских играх 2004 года в Афинах — в программе эстафеты 4 × 400 метров вместе с соотечественниками Михаилом Кнышем, Евгением Зюковым и Владимиром Демченко на предварительном квалификационном этапе показал результат 3:04,01, чего оказалось недостаточно для выхода в финал.
После афинской Олимпиады Твердоступ остался действующим спортсменом и продолжил принимать участие в крупнейших международных стартах. Так, в 2005 году он финишировал пятым в беге на 400 метров на Универсиаде в Измире, выступил в эстафете 4 × 400 метров на чемпионате мира в Хельсинки.
В 2006 году в эстафете 4 × 400 метров был пятым на Кубке Европы в Малаге и на чемпионате Европы в Гётеборге.
Завершил спортивную карьеру по окончании сезона 2009 года.
За выдающиеся спортивные достижения удостоен почётного звания «Мастер спорта Украины международного класса».
Впоследствии работал тренером и спортивным менеджером. Его жена Тамара Твердоступ (Волкова) — чемпионка Украины в беге на 800 и 1500 метров.